# Leviapseudes zenkevitchioides
Leviapseudes zenkevitchioides är en kräftdjursart som beskrevs av Mihai Bacescu 1981. Leviapseudes zenkevitchioides ingår i släktet Leviapseudes och familjen Apseudidae. Inga underarter finns listade i Catalogue of Life.